# Josef Maresch
Josef Maresch (* 3. Dezember 1841 in Wien; † 8. April 1915 in Liesing, heute Wien) war ein österreichischer Architekt und Stadtbaumeister sowie Landtagsabgeordneter in Niederösterreich.

## Leben
Josef Maresch wurde in Wien-Landstraße in einfachen Verhältnissen geboren. Er erlernte zwischen 1854 und 1857 das Maurerhandwerk bei dem Baumeister Paul Wasserburger. Anschließend arbeitete er als Maurer und Baupolier bei Hofbaumeister Johann Sonnleithner. Im Jahr 1868 machte er sich als Maurermeister im Wiener Vorort Liesing selbstständig und war dort von 1878 bis 1905 als selbständiger Baumeister tätig. Im Jahr 1905 übergab er die Firma an seinen Sohn Hubert.
Früh war Maresch auch politisch tätig. Ab 1871 war er Mitglied der Liesinger Gemeindevertretung und von 1875 bis 1887 Gemeinderat. Im Jahr 1884 war er zwei Jahre niederösterreichischer Landtagsabgeordneter der Liberalen für Hietzing-Purkersdorf-Mödling. Außerdem war er von 1887 bis 1900 Bürgermeister von Liesing.
Josef Maresch war mit Franziska Bodzstalnik verheiratet. Sein Sohn Hubert (1874–1955) war ebenfalls Architekt.

## Ehrungen
- 1884: Ehrenbürger von Unter-St.Veit[1]
- 1888: Ehrenbürger von Hietzing[1]
- 1895: Ehrenbürger der Städte Liesing, Kalksburg und Erlaa bei Wien[1]

## Werk

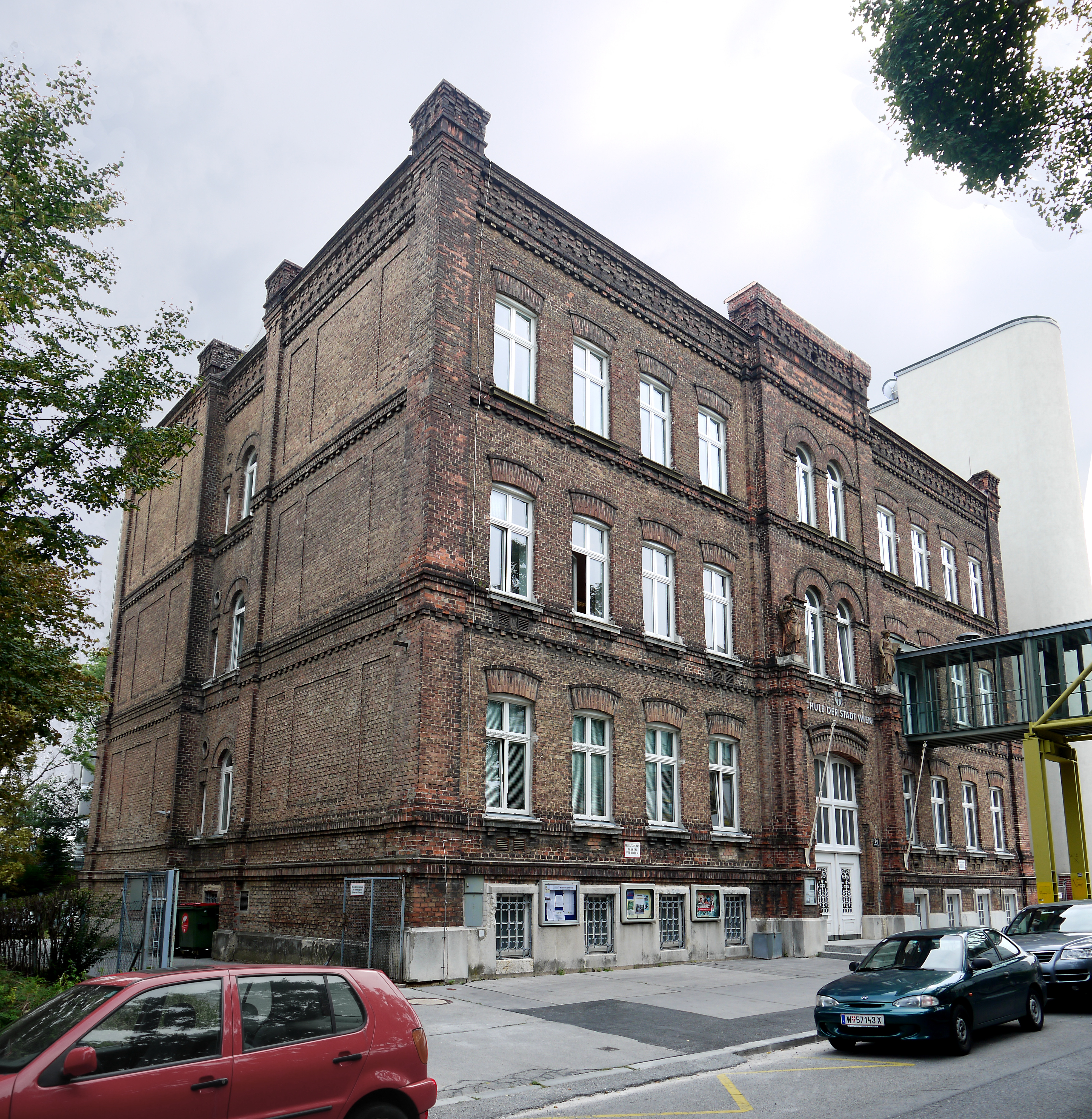
Mittelschule Dirmhirngasse

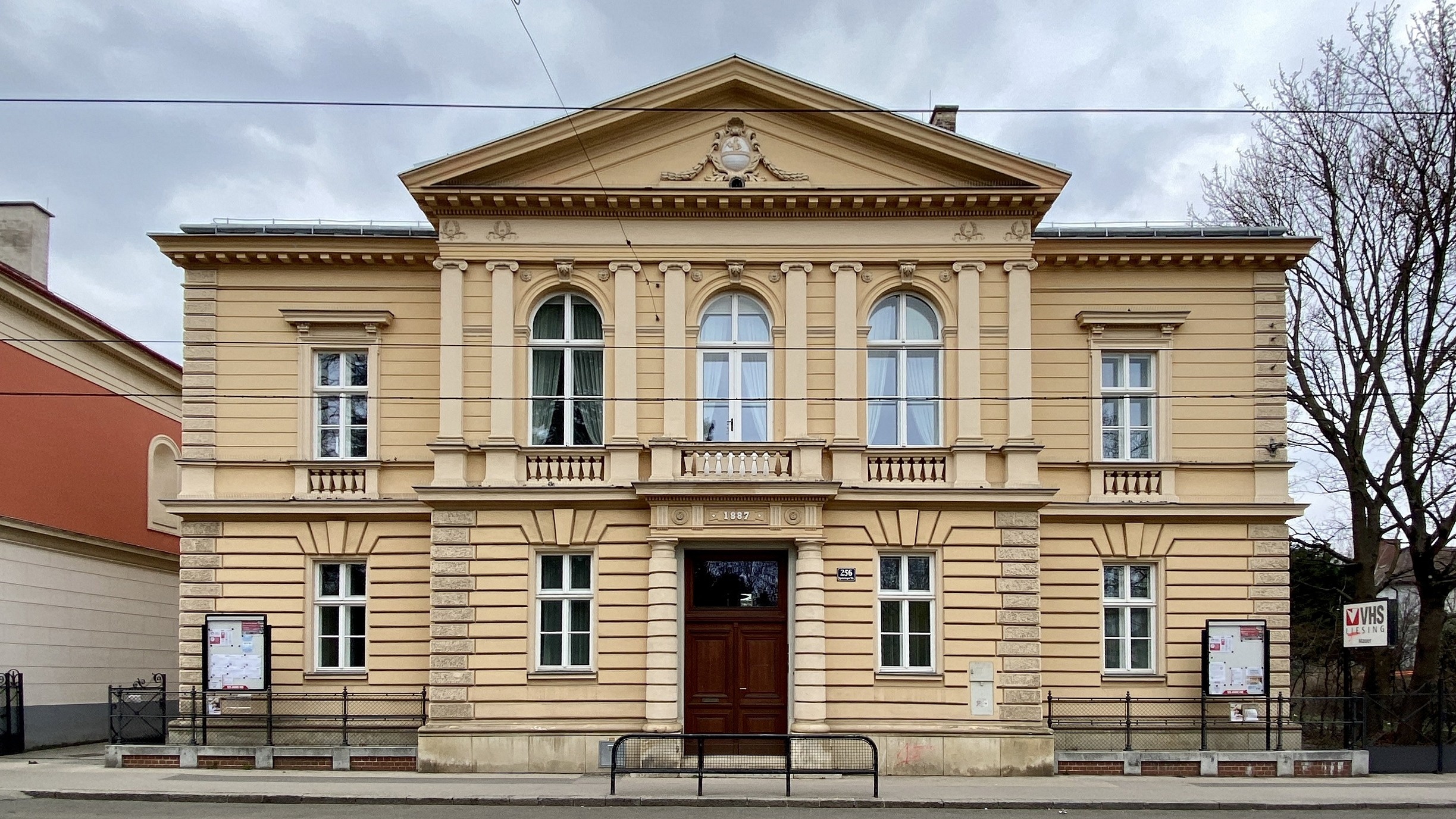
Ehemaliges Amtshaus Mauer

In seinem Betrieb war Maresch neben der Ausführung auch mit Planungen beschäftigt. Während er sich beim Wohnbau fast ausschließlich auf Liesing beschränkte, sind seine öffentlichen Bauten und die Industriebauwerke auch im Umfeld zu finden. Die häufig eingeschoßigen Vorstadthäuser in Liesing verfügten über einen einfachen späthistoristischen Dekor, der sich meist auf die Fenster- und Torumrahmungen beschränkte. Auch bei Villen blieb der Architekt bei den eher zurückhaltenden Formen.

### Wohn- und Geschäftsbauten
- 1888–1890: Wohnhäuser, Haeckelstraße 11 und 13, Liesing, heute Wien
- 1891: Wohnhaus, Breitenfurterstraße 571, Liesing, heute Wien
- 1892: Adaptierung und Ausbau eines Wohnhauses, Haeckelstraße 19, Liesing, heute Wien
- 1891: Villa, Elisenstraße 87, Liesing, heute Wien
- 1899: Miethaus, Haeckelstraße 3, Liesing, heute Wien
- 1902: Arbeiterwohnhäuser der Brauerei Liesing, Haeckelstraße 31–35/Lehmanngasse 29, 31 und Pülslgasse 34, Liesing, heute Wien
- 1904: Miethaus, Haeckelstraße 15, Liesing, heute Wien

### Öffentliche Bauten
- 1875: Brücke über die Wien, Preßbaum (abgerissen)
- 1878: Brücke über die Wien, Hacking und Baumgarten (abgerissen)
- 1881: Brücke über die Wien, Meidling-Penzing (abgerissen)
- 1884: Ausführung des Amtshauses in Unter-Meidling (von Eugen Sehnal), Schönbrunner Straße 259, Wien
- 1886: Ausführung des Waisenhauses und der Kirche der Hyrtlschen-Stiftung (von Eugen Sehnal), Hyrtlplatz, Mödling
- 1886: alle Hochbauten und Trassenherstellungen für die Dampftramway Hietzing-Mödling und Wien-Wr. Neudorf (nicht mehr existent)
- 1887: Ausführung des ehemaligen Amtshauses, Speisinger Straße 256, Mauer
- 1888: Brücke in Krumau, Böhmen
- 1888/89: Kaiser Franz-Josef-Brücke über die Wien, Hietzing (zerstört)
- 1888: Schulbau, Dirmhirngasse (mit Josef Fröhlich), Wien (damals Liesing)
- 1903: Bezirksgerichtsgebäude in Liesing, Haeckelstraße 8, Wien (damals Liesing)

### Industrie-/ Gewerbebauten
- 1885: verschiedene Anlagen der Brauerei Hütteldorf (abgerissen)
- 1888/89: Brückenwaagen-Fabrik C. Schember & Söhne, Atzgersdorf (nicht mehr existent)
- 1890–1904: Anlagen der Chem. Produktenfabrik Wagenmann, Seybel & Comp., Liesing (nicht mehr existent)
- 1890–1904: Maschinen- und Heizhaus und andere Anlagen der Brauerei Liesing, Wien 23, Breitenfurter Straße 370–380 (Brauerei nicht mehr in Betrieb)
- 1895: Kühlanlagen der Brauerei Schellenhof (abgerissen)
- 1895: Druckfabrik J. Pollak & Söhne, Liesing (nicht mehr existent)
- 1896: Aetherische Ölfabrik C. Sachsse & Co., Liesing (abgerissen)
- 1898: Möbelfabrik Bernhard Ludwig, Liesing (abgerissen)
- 1899: Ausführung des Restaurationsgebäudes der Brauerei Liesing (von Helmer und Fellner), Wien 23, Breitenfurter Straße 370 (damals Liesing)
- 1900: Maschinenfabrik L. Kainz, Liesing (abgerissen)
- 1902: Lederfabrik Gustav Pollak, Atzgersdorf (abgerissen)